# McGregor (Floride)
Pour les articles homonymes, voir McGregor.
McGregor est une census-designated place du comté de Lee, dans l'État de Floride, aux États-Unis,. En 2020, elle compte une population de 7 976 habitants.